# 2016-os Copa América (döntő)
A 2016-os Copa América döntőjét az amerikai MetLife Stadionban rendezték East Rutherfordban, New Jersey államban, 2016. június 26-án.
A mérkőzésen, hasonlóan az előző évi döntőhöz, ezúttal is Chile és Argentína játszott a trófeáért. Chile megvédte címét, miután 0–0-s döntetlent követően büntetőpárbajban 4–2-re legyőzte ellenfelét. 
A találkozót követően Lionel Messi lemondta a válogatottságot, miután harmadik döntőjét is elveszítette a válogatottal, azonban elhatározása átmeneti volt, később újra pályára lépett az argentin nemzeti csapatban.

## Út a döntőbe
| Argentína            | Argentína            | Forduló                  | Chile             | Chile             |
| -------------------- | -------------------- | ------------------------ | ----------------- | ----------------- |
| Ellenfél             | Végeredmény          | Csoportkör               | Ellenfél          | Végeredmény       |
| Chile                | 2–1                  | 1. forduló               | Argentína         | 1–2               |
| Panama               | 5–0                  | 2. forduló               | Bolívia           | 2–1               |
| Bolívia              | 3–0                  | 3. forduló               | Panama            | 4–2               |
| A D-csoport győztese | A D-csoport győztese | Helyezés                 | D-csoport 2. hely | D-csoport 2. hely |
| Ellenfél             | Végeredmény          | Egyenes kieséses szakasz | Ellenfél          | Végeredmény       |
| Venezuela            | 4–1                  | Negyeddöntő              | Mexikó            | 7–0               |
| Egyesült Államok     | 4–0                  | Elődöntő                 | Kolumbia          | 2–0               |

## A döntő előtt és után
Ez a torna volt az első, amelynek az Egyesült Államok volt a házigazdája. Argentína hatodik alkalommal jutott a döntőbe, utolsó jelentős trófeáját - beleértve a világbajnokságokat is - 1993-ban nyerte. Chile volt a címvédő, az ország csapata negyedik alkalommal játszott döntőt a Copa Américán. 
A döntőben a FIFA és az IFAB új szabályozásának köszönhetően a csapatoknak már lehetősége lett volna hosszabbítás esetén egy negyedik cserelehetőségre is, azonban ezzel egyik szövetségi kapitány sem élt.
A találkozót és a trófea átadását követő záróünnepségen fellépett az amerikai rapper, Pitbull, illetve Becky G amerikai énekesnő.
A mérkőzésen 82026 fő volt jelen, New Jersey történetében a legtöbb labdarúgó mérkőzésen. Argentína egymást követő harmadik nagy tornáján vesztette el a döntőt a 2014-es világbajnokság és a 2015-ös Copa América után, Chile pedig megvédte címét a tornán.
A találkozót követően Lionel Messi lemondta a válogatottságot, de a La Nación újságírója szerint ezt tervezte többek között Sergio Agüero, Javier Mascherano és Gonzalo Higuaín is, az ESPN Deportes pedig arról számolt be, hogy Ángel Di María, Lucas Biglia, Ezequiel Lavezzi és Éver Banega is befejezheti válogatott pályafutását. Közülük azonban később többen is pályára léptek a válogatottban és így a 2018-as világbajnokságon is. 2016. augusztus 12-én Messi visszavonta a döntését, és bejelentette visszatérését a válogatotthoz.

## A mérkőzés
| 2016. június 26. 20:00 (UTC–4) |

| Argentína                      | 0–0 (h. u.)       | Chile                                    |
| ------------------------------ | ----------------- | ---------------------------------------- |
|                                | (0–0) Jegyzőkönyv |                                          |
| Büntetőpárbaj                  |                   |                                          |
| Messi Mascherano Agüero Biglia | 2–4               | Vidal Castillo Aránguiz Beausejour Silva |

| MetLife Stadium, East Rutherford |

| Argentina | Chile |

| GK                   | 1  | Sergio Romero      |                                      |      |
| RB                   | 4  | Gabriel Mercado    |                                      |      |
| CB                   | 17 | Nicolás Otamendi   |                                      |      |
| CB                   | 13 | Ramiro Funes Mori  |                                      |      |
| LB                   | 16 | Marcos Rojo        | sárga lap · 2. sárga lap · kiállítva |      |
| CM                   | 6  | Lucas Biglia       |                                      |      |
| CM                   | 14 | Javier Mascherano  | 37'                                  |      |
| CM                   | 19 | Éver Banega        |                                      | 111' |
| RF                   | 10 | Lionel Messi (c)   | 40'                                  |      |
| CF                   | 9  | Gonzalo Higuaín    |                                      | 70'  |
| LF                   | 7  | Ángel Di María     |                                      | 57'  |
| Cserék:              |    |                    |                                      |      |
| MF                   | 5  | Matías Kranevitter | 94'                                  | 57'  |
| FW                   | 11 | Sergio Agüero      |                                      | 70'  |
| MF                   | 18 | Erik Lamela        |                                      | 111' |
| Szövetségi kapitány: |    |                    |                                      |      |
| Gerardo Martino      |    |                    |                                      |      |

| GK                   | 1  | Claudio Bravo (c)     |                                      |      |
| RB                   | 4  | Mauricio Isla         |                                      |      |
| CB                   | 17 | Gary Medel            |                                      |      |
| CB                   | 18 | Gonzalo Jara          |                                      |      |
| LB                   | 15 | Jean Beausejour       | 52'                                  |      |
| CM                   | 8  | Arturo Vidal          | 37'                                  |      |
| CM                   | 21 | Marcelo Díaz          | sárga lap · 2. sárga lap · kiállítva |      |
| CM                   | 20 | Charles Aránguiz      | 69'                                  |      |
| RW                   | 6  | José Pedro Fuenzalida |                                      | 80'  |
| LW                   | 7  | Alexis Sánchez        |                                      | 104' |
| CF                   | 11 | Eduardo Vargas        |                                      | 109' |
| Cserék:              |    |                       |                                      |      |
| FW                   | 22 | Edson Puch            |                                      | 80'  |
| MF                   | 5  | Francisco Silva       |                                      | 104' |
| FW                   | 16 | Nicolás Castillo      |                                      | 109' |
| Szövetségi kapitány: |    |                       |                                      |      |
| Juan Antonio Pizzi   |    |                       |                                      |      |

| A mérkőzés legjobbja: Claudio Bravo (Chile) Asszisztensek: Kléber Lúcio Gil (brazil) Bruno Boschilia (brazil) Negyedik játékvezető: Roberto García Orozco (mexikói) Ötödik játékvezető: José Luis Camargo (mexikói) | Szabályok - 90 perc játékidő. - 30 perc hosszabbítás döntetlen esetén. - Ha ezt követően sincs döntés, akkor büntetőpárbaj következik. - Maximum három cserelehetőség, hosszabbítás esetén plusz egy csere engedélyezett. |

### Statisztika
| [ 17 ]               | Argentína | Chile |
| -------------------- | --------- | ----- |
| Gól                  | 0         | 0     |
| Összes lövés         | 18        | 4     |
| Kaput eltaláló lövés | 3         | 2     |
| Védés                | 2         | 3     |
| Labdabirtoklás       | 46%       | 54%   |
| Stzögletrúgás        | 9         | 4     |
| Szabálytalanság      | 14        | 22    |
| Leshelyzet           | 0         | 5     |
| Sárga lap            | 5         | 3     |
| Piros lap            | 1         | 1     |